# Тимохин, Владимир Ильич
Владимир Ильич Тимохин (19 июня 1929 — 14 февраля 1999) — советский и украинский певец (лирический тенор). Народный артист УССР (1965).

## Биография
Родился 19 июня 1929 года в селе Дмитровка (Кировоградская область). Учился в Одесской и Московской консерваториях. В 1975 году окончил Киевскую консерваторию (ныне — Национальная музыкальная академия Украины имени Петра Чайковского).
В 1952—1956 годах — солист Ленинградского театра оперы и балета имени Сергея Кирова. Лауреат второй премии на конкурсе 6-го Всемирного фестиваля молодёжи и студентов в Москве (1957); принимал участие в Международном конкурсе вокалистов в Тулузе (1958). В 1956—1978 годах — солист Киевского театра оперы и балета (ныне Национальная опера Украины имени Тараса Шевченко). В 1978—1987 годах — солист Укрконцерта. Член КПСС с 1965 года.
С 1976 года работал преподавателем Киевской консерватории, с 1991 года — профессор. Среди учеников — Михаил Дидык, Эдгар Бастидас, Андрей Романенко.
Умер 14 февраля 1999 года в Киеве. Похоронен на Байковом кладбище (участок № 49а).
В Киеве, в аудитории № 28 Киевской консерватории, где работал певец, ему установлена мраморная мемориальная доска.